# الیوت یامین
افرایم الیوت یامین (انگلیسی: Ephraim Elliott Yamin؛ زادهٔ ۲۰ ژوئیه ۱۹۷۸) خواننده اهل ایالات متحده آمریکا است که به خاطر تک‌آهنگ «منتظر تو» و قرارگیری در جایگاه سوم فصل پنجم برنامه امریکن آیدل شناخته می‌شود. نخستین آلبوم استودیویی او به نام الیوت یامین در ۲۰ مارس ۲۰۰۷ منتشر شد و به جایگاه شماره یک جدول آلبوم‌های مستقل بیلبورد و جایگاه شماره سه جدول بیلبورد ۲۰۰ رسید. این آلبوم در اکتبر ۲۰۰۷ گواهی‌نامه طلا در ایالات متحده را دریافت کرد. این آلبوم تحت عنوان دیگر منتظر تو در مه ۲۰۰۸ در ژاپن منتشر شد و گواهی‌نامه طلا در این کشور در سپتامبر ۲۰۰۸ دریافت کرد.
یامین همچنین دو کالکشن کریسمس منتشر کرده است: صداهای فصل: کالکشن تعطیلات الیوت یامین در اکتبر ۲۰۰۷ و My Kind of Holiday در اکتبر ۲۰۰۸.
دومین آلبوم استودیویی یامین به نام نبرد برای عشق در ۵ مه ۲۰۰۹ منتشر شد. نخستین تک‌آهنگ این آلبوم به نام «نبرد برای عشق» در ای‌اوال میوزیک در ۱۳ فوریه ۲۰۰۹ منتشر شد.
سومین آلبوم استودیویی او به نام Gather 'Round در سال ۲۰۱۱ در ژاپن منتشر شد. این آلبوم تحت عنوان دیگر Let's Get to What's Real در سال ۲۰۱۲ در ایالات متحده منتشر شد.
چهارمین آلبوم استودیویی او به نام As Time Goes By به‌طور اختصاصی برای بازار ژاپن در ۵ نوامبر ۲۰۱۵ منتشر شد. پیش از انتشار آلبوم، موزیک ویدئوی «کیتی» در اواخر اکتبر ۲۰۱۵ منتشر شد.